# Artem Teryan
Artem Teryan, né le 5 mars 1930 à Gandja et mort en avril 1970 à Bakou, est un lutteur soviétique d'origine arménienne spécialiste de la lutte gréco-romaine. Il participe aux Jeux olympiques d'été de 1952 dans la catégorie des poids coq (52-57 kg). Il y remporte la médaille de bronze. Lors des Championnats du monde de lutte de 1953 (en) qui se déroulent à Naples, il décroche la médaille d'or. En 1955, il quitte la compétition à la suite d'un grave accident de moto et devient entraîneur du club Dynamo de Bakou. Il est tué en avril 1970 dans une querelle domestique.

## Palmarès

### Jeux olympiques
- Jeux olympiques d'été de 1952 à Helsinki :  médaille de bronze en moins de 57 kg

### Championnats du monde
- Championnats du monde de lutte de 1953 (en) :  médaille d'or en moins de 57 kg